# Родионов, Михаил Иванович
Михаи́л Ива́нович Родио́нов (12 октября 1907 года (25 октября 1907), с. Ратунино, Макарьевский уезд, Нижегородская губерния, Российская империя — 1 октября 1950, Ленинград, РСФСР) — советский государственный и партийный деятель, председатель Совета Министров РСФСР (1946—1949).

## Биография
В 1927 году окончил Лысковский политехнический техникум.
- 1927—1930 годы — секретарь Кисловского волостного комитета ВЛКСМ, инспектор политико-просветительской работы Лысковского волостного (затем — районного) отдела народного образования (Нижегородская губерния — Нижегородский край), Нижегородского окружного отдела народного образования.
- 1930—1931 годы — директор Борского педагогического техникума.
- 1931—1935 годы — заведующий культурно-пропагандистским, агитационно-массовым отделом, заместитель секретаря Борского районного комитета ВКП(б) (Нижегородский край — Нижегородская — Горьковская область).
- 1935—1938 годы — первый секретарь Ивановского районного комитета ВКП(б) (Горьковская область).

В январе 1938 года был назначен заведующим Горьковским областным отделом народного образования.
В июле 1938 года был избран третьим секретарём Горьковского областного комитета ВКП(б).
C апреля 1939 года по январь 1940 года был председателем исполнительного комитета Горьковского областного Совета депутатов трудящихся.
С января 1940 по март 1946 года был 1-м секретарём Горьковского областного комитета ВКП(б).
С 23 марта 1946 года по 9 марта 1949 года — председатель СМ РСФСР.
Кандидат в члены ЦК ВКП(б) в феврале 1941 — августе 1949 года. С 18 марта 1946 по 6 марта 1949 был членом Оргбюро ЦК ВКП(б) (выведен из его состава одновременно с А. А. Кузнецовым). Депутат Верховного Совета СССР 2 созыва.
В середине мая 1946 года во время обсуждений о переименовании топонимов образованной в составе РСФСР Кёнигсбергской области Родионов высказался за то, чтобы переименовать Кёнигсберг в Балтийск.
13 августа 1949 года Михаил Родионов был арестован по «Ленинградскому делу».
Судебный процесс прошёл с 29 по 30 сентября 1950 года в здании Ленинградского окружного Дома офицеров на Литейном проспекте. 1 октября в 1:00 в отношении шестерых подсудимых «Ленинградского дела» — Николая Вознесенского, Алексея Кузнецова, Михаила Родионова, Петра Попкова, Якова Капустина и Петра Лазутина — был оглашён приговор в виде смертной казни через расстрел. Всех шестерых расстреляли после 2:00 ночи, прах был тайно захоронен на Левашовской пустоши под Ленинградом.
30 апреля 1954 года Родионов и все остальные фигуранты «Ленинградского дела» были полностью реабилитированы Верховным судом СССР.

## Награды
- два ордена Ленина (1942, …)
- орден Отечественной войны I степени
- орден Трудового Красного Знамени
- медали